# El Cagalell
L'Estany del Cagalell fou una llacuna situada entre la muntanya de Montjuïc i els turons que des del mont Tàber s'estenien cap al sud.

## Història
El seu moment de màxima plenitud va ser entre el 6.500 i el 2.000 aC segons les excavacions del 2021. En concret, va durar fins al final del Neolític. En època romana i medieval ja hauria desaparegut com a lloc d'aigua permanent, tot i que en època de pluges es podria omplir d'aigua parcialment.
La zona lacustre, que està mencionada al segle xii, va existir fins ben entrat el segle xiii, compresa entre les actuals Avinguda del Paral·lel, La Rambla i el carrer de Sant Pau, en el barri del Raval, a Barcelona. L'estany no figura en els primers plànols de la ciutat del segle xvi.

## Descripció
Aquest conjunt de diversos estanys, està documentat històricament a través de diversos texts medievals, i fou en la seva riba oest que es va instal·lar l'antic convent de Sant Pau del Camp. A l'estany anaven a parar diverses de les rieres que creuaven la plana de la ciutat: la riera de Valldonzella, la de Magòria i la de la Creu d'En Malla. Probablement també fou desviada al Cagalell la riera de Collserola (la de la Rambla), el traçat precís de la qual encara ara és motiu de controvèrsia històrica.
Segons les excavacions del 2021 l'aigua era dolça i neta. Es tractava d'un conjunt de probablement dos estanys que sumaven un total de 20 hectàrees. La seva extensió anava des de l'Avinguda Paral·lel fins al carrer Avinyó. La seva profunditat era de dos o tres metres. L'aigua arribava de les rieres que procedien de Collserola com la Magòria, la Malla o la Creu d'en Malla.